# ۱۶۴۱ (میلادی)
۱۶۴۱ (میلادی) هزار و ششصد و چهل و یکمین سال تقویم میلادی است.

## درگذشتگان
- ۹ دسامبر – آنتونی فان دیک، هنرمند و نقاش هلندی (ز. ۱۵۹۹)